# Slitherine Software
Slitherine Software Uk Ltd (anche nota come Slitherine Software, Slitherine Strategies o Slitherine Studios) è una casa editrice britannica con sede a Epsom, sviluppatrice e produttrice di videogiochi (per PC e altre piattaforme) e giochi da tavolo, attiva anche nella pubblicazione e nella distribuzione. È stata creata il 4 giugno del 2000 da Ian McNeil.
Il primo videogioco con marchio "Slitherine" è arrivato sul mercato nel 2002 con il nome di Legion; tra gli altri titoli sono da ricordare giochi sia per la strategia a turni con tattica in tempo reale (Legion Gold, Chariots of War e Spartan), sia per la strategia in tempo reale (The History Channel: Le Grandi Battaglie di Roma/The History Channel: Great Battles of Rome).
Degna di nota è inoltre la serie di giochi di tipo wargame derivata da Field of Glory, con le relative espansioni, che prende in considerazioni varie età: classica, medievale, rinascimentale e napoleonica.

## Prodotti sviluppati da Slitherine Software

### Videogiochi Slitherine Software
- Legion, "Legion Gold" (2002), strategia a turni, PC, iPad
- Chariots of War (2003), strategia a turni, PC
- Spartan (2004), strategia a turni, PC
  - Gates of Troy (Espansione di: Spartan) (2005), strategia a turni, PC
- Legion Arena (2005) (PC)
  - Legion Arena: Cult of Mithras (2006) (PC)
- The History Channel: Great Battles of Rome (2007) (PC, PS2, PSP)
- History Great Empires: Rome (2008) (NDS)
- Commander - Napoleon at War (2008) (PC)
- Military History Commander - Europe at War (Gold) (2009) (PC, PSP, NDS)
- Conquest! Medieval Realms (2009) (PC)
- Horrible Histories: Ruthless Romans (2009) (PC, Wii, NDS)
- History: Ice Road Truckers (2009) (iPhone)
- Field of Glory - Digital Version (2009) (PC)
- History - Great Battles Medieval (2009) (PC, Xbox 360, PS3) La rivista Play Generation lo classificò come il secondo migliore titolo di strategia del 2010[1].
- Brutte Storie - I rivoltanti romani (2009)
- BBC Battlefield Academy, PC, iPad
- Hannibal: Rome and Carthage (2010)
- History - Egypt: Engineering an Empire (2011), iPad, iPhone
- Panzer Corps (2011), PC, iPad
- Warhammer 40'000: Armageddon
- Qvadriga (2014)
- Buzz Aldrin's Space Program Manager (2014), PC, iPad, Android

### Giochi Slitherine Software
- Field of Glory
  - Immortal Fire
  - Rise of Rome
  - Legions Triumphant
  - Decline and Fall
  - Swords and Scimitars